# Crank (Film)
Crank (übersetzt: Spinner, Sonderling) ist ein Action-Thriller aus dem Jahr 2006, der mit Jason Statham, Amy Smart und Dwight Yoakam gedreht wurde. Die Regie des US-amerikanischen Spielfilms führten Mark Neveldine und Brian Taylor, die damit ihr Spielfilmdebüt ablieferten. Die Produktionskosten betrugen 12 Millionen Euro. Der offizielle Deutschlandstart des Films war der 21. September 2006.

## Handlung
Der Auftragskiller Chev Chelios wacht, sichtlich benommen, durch das Geräusch eines klingelnden Telefons auf. Auf seiner Suche nach dem Telefon entdeckt er eine DVD mit der Aufschrift „Fuck You“. Durch Abspielen der DVD erfährt er, dass er von seinem Widersacher Ricky Verona in seiner eigenen Wohnung niedergeschlagen und anschließend vergiftet wurde – als Rache dafür, dass er den chinesischen Triadenboss Don Kim umgebracht haben soll. Ricky erklärt, dass er durch die Injektion des sogenannten „Beijing-Cocktails“ (ein Gemisch von irreversiblen Betablockern) nur noch kurze Zeit zu leben habe. Daraufhin rast Chev panisch mit seinem Auto quer durch Los Angeles. Auf seiner Fahrt bemerkt er, dass sich sein gesundheitlicher Zustand durch Stress offenbar verbessert. Er versucht, seinen Arzt Miles telefonisch zu erreichen; dieser befindet sich aber gerade auf dem Rückflug nach L.A.
In einer Bar, die ausschließlich von Afroamerikanern frequentiert wird, versucht Chev, Verona ausfindig zu machen. Dabei legt er sich mit mehreren bewaffneten Männern an. Als sich die Situation beruhigt, merkt Chev, wie sich sein Zustand wieder verschlechtert. Er begreift, dass es ihm in gefährlichen Situationen offenbar besser geht, und fängt an, die Gangster in der Bar zu provozieren, um dann erneut mit seinem Auto zu flüchten.
Chev fährt zu seinem Boss Carlito und erklärt ihm die Lage. Durch den von Carlito beauftragten versuchten Mord an Don Kim steht er unter enormen Druck der Chinesen und will Chev nicht helfen. Sein Tod wäre für ihn von Vorteil.
Auf seinem weiteren Weg durch die Stadt wird Chev nun von der Polizei verfolgt. Währenddessen bekommt er einen Anruf von seinem Arzt. Von ihm erfährt Chev nun, was ihm gespritzt wurde, und dass er, wenn sein Adrenalinspiegel sinkt, stirbt. Miles sagt Chev, dass er sich in einem Krankenhaus Epinephrin besorgen soll.
Während Chev noch auf der verzweifelten Suche nach Epinephrin ist, bekommt er einen Anruf von Kaylo, seinem Informanten. Dieser erzählt ihm, wo sich der Bruder von Verona, der ihn in seiner Wohnung niedergeschlagen hatte, aufhält. Chev fährt zum besagten Ort und lockt den Bruder nach draußen, wo er ihm mit einem Küchenbeil die Hand abhackt und ihn nach kurzem Kampf erschießt. Mit dem Handy seines Opfers ruft er nun Verona an und erklärt ihm voller Hohn, dass er soeben seinen Bruder getötet habe. Er entsorgt die Halskette des Toten, nachdem sich herausgestellt hat, dass es ein wertvolles Familienerbstück ist. Verona will aus Rache dafür Chevs Freundin Eve töten.
Chev macht sich nun auf den Weg ins Krankenhaus, wo er allerdings kein reines Epinephrin erhält, sondern stattdessen mit Epinephrin-haltigem Nasenspray vorliebnehmen muss und außerdem von der Polizei gejagt wird. Nach einer Verfolgungsjagd durchs Krankenhaus erhält er schließlich von einem Arzt, den er bedroht, das Epinephrin. Da er sich nicht mehr an die von seinem Arzt verordnete Dosis erinnern kann, nimmt er irrtümlich zehn statt zwei Milligramm.
Die Überdosis Epinephrin lässt Chev nun durch Los Angeles rennen. Mit einem entwendeten Polizeimotorrad macht er sich auf den Weg zu der Wohnung seiner Freundin Eve. Dort angekommen, muss er seine Freundin erst lange überreden, bis sie sich endlich mit ihm auf den Weg macht. Unbemerkt von Eve macht er auch zwei Schergen von Verona unschädlich, die gekommen waren, um ihn und Eve zu töten.
Die beiden suchen nun Chinatown auf und begeben sich in ein Lokal. Chev gesteht Eve sein Leben als Profikiller, und dass er seinen letzten Job, den Mord an Don Kim, gar nicht ausgeführt hat, sondern mit Eve ein neues Leben ohne Auftragsmorde anfangen möchte. Darauf verlässt Eve aufgeregt den Laden, da sie seine Geschichte für eine Lüge hält. Chev folgt ihr und bricht zusammen. Für einen weiteren Adrenalinkick will er nun, dass Eve auf der Stelle mit ihm Sex hat, vor allen Leuten. Nach einem kleinen Kampf zwischen beiden wird eine große Menge an Passanten Zeugen eines Schäferstündchens. Als Chev jedoch einen Anruf von Kaylo bekommt, der ihm mitteilt, dass er Verona gefunden hat, verabschiedet er sich abrupt von Eve und läuft los.
Bei seiner Ankunft bemerkt er, dass Kaylo im Auftrag von Carlito getötet wurde, dem Chevs Amoklauf und seine damit verbundene Medienpräsenz peinlich sind. Er wird von Carlitos Leuten aufgefordert, „einfach sterben zu gehen“. Als überraschend Eve auftaucht, die wissen will, ob Chev wirklich gelogen hat, beginnt eine Schießerei, aus der sie nach einer Verfolgungsjagd entkommen können. Nach dieser Flucht wird Chev wieder von seinem Arzt angerufen, der ihn in seine Praxis bestellt. Dort bekommt Chev einen Chemiecocktail, und Miles erklärt Chev, dass er sterben wird und man seinen Tod nur herauszögern kann. Chev bittet Miles um genug Medizin für eine Stunde. Er ruft Verona an und erhandelt einen Deal: Er bekommt ein Gegenmittel, und Verona bekommt die Halskette seines Bruders zurück, welche Chev nach dem Mord vorgibt, behalten zu haben. Als Treffpunkt für die Übergabe soll ein Dach eines Hochhauses dienen. Er verabschiedet sich von seiner Freundin und verspricht ihr, er werde wiederkommen.
Auf dem Hochhaus kommt es zum Showdown, bei dem auch Carlito anwesend ist: Chev ist nicht alleine gekommen, sondern wird unterstützt von den Handlangern des Gangsterbosses Don Kim, den er bei seinem letzten Auftrag unter der Voraussetzung verschont hatte, dass dieser für 48 Stunden untertauche. Chev will seinen Boss Carlito aus Rache für Kaylos Ermordung erschießen, doch Verona sticht ihm eine Spritze mit einer weiteren Dosis des Chinesengifts in den Nacken und tötet anschließend Carlito selbst. Verona versucht, mit einem Helikopter zu flüchten, doch Chev schafft es, sich an den Helikopter zu hängen.
Schließlich zieht er Verona aus dem Helikopter und bricht ihm während des Fallens das Genick. In einem geradezu surreal lange dauernden freien Fall ruft Chev noch ein letztes Mal seine Freundin an und räsoniert über sein Leben, wobei er Eve als dessen Krönung bezeichnet. In der letzten Szene prallt Chev auf das Dach eines Autos und wird schließlich auf die Straße geschleudert, woraufhin er zu sterben scheint. Jedoch blinzelt er noch ein letztes Mal, man hört weiterhin sein Herz schlagen, und seine Nasenflügel bewegen sich.

## Filmmusik
- Zum Film wurde eine Soundtrack-CD veröffentlicht (Veröffentlichungsdatum: 15. August 2006)[2]

1. A Warrior’s Death – Dialog
2. Metal Health – Quiet Riot
3. Nasal Spray – Dialog
4. Trix Are For Kids – The Crowd
5. You Stop, You Die – Dialog
6. Bandera – Control Machete
7. Small Children – Dialog
8. New Noise – Refused
9. Chinese Sh*t – Dialog
10. China Town – Paul Haslinger
11. Hardcore Sh*t – Dialog
12. Kill All The White Man – NOFX
13. Dipsy Doodle – Dialog
14. Everybody’ Talkin’ – Harry Nilsson
15. Adrenaline Junkie – Dialog
16. Turn Me Loose – Loverboy
17. Haitian Cab Ride – Paul Haslinger
18. Achy Breaky Heart – Jarrett & Long
19. Check List – Dialog
20. Adrenalina – David Rolas
21. I Kill People – Dialog
22. Bring Us Bullets – Rocket from the Crypt
23. Eve’s Machine – Dialog
24. Let’s Get It On – Gerald Levert
25. Does She Know? – Paul Haslinger
26. Stayin’ Alive – The Sleeping
27. How Much? – Dialog
28. Meva Juan – Roberto Tuscon feat. Erica Garcia
29. Juice Me – Dialog
30. Guasa, Guasa – Tego Calderón
31. It’s A Miracle – Dialog
32. Miracles – Jefferson Starship

## Sonstiges
- Chester Bennington, Sänger der Nu-Metal-Band Linkin Park, hat einen Cameo-Auftritt als Drogenfreak in der Krankenhaus-Apotheke.
- Der Film wurde ausschließlich mit digitalen Sony HDCAM-Kameras gedreht.
- Im Film wurden sehr viele Szenen auf Rollerblades aufgenommen. Dazu gehören auch (teilweise) die Motorrad-Szene sowie fast alle Szenen, in denen Chev rennt.
- Während des Films werden Luftaufnahmen mehrerer Plätze, an denen die Handlung abläuft, mit dem Programm Google Earth dargestellt (was in den entsprechenden Szenen auch durch das Google Earth Logo in der rechten unteren Ecke verdeutlicht wird).

## Kritiken
„Highspeed Actionfilm, der meiner Meinung nach zu DEM Action Film des Jahres, wenn nicht sogar zum Kultfilm avancieren könnte. Für Genrefans ein absolutes Must-See!“

„Fazit: Furioser Tempo-Rausch, der trotz einiger Längen und übertriebener Stilmittel jedes Formel-1-Rennen wie eine Butterfahrt aussehen lässt.“

„Gradlinig im Stil von Videospielen inszenierter Actionfilm mit einem charismatischen Hauptdarsteller, dramaturgisch geschickt auf Tempo gezirkelt.“

## Fortsetzungen
- Der Deutschlandstart für die Fortsetzung mit dem Titel Crank 2: High Voltage war am 16. April 2009.
- In einem Interview mit Amy Smart wurde sie auf einen dritten Crank-Film angesprochen. Sie meinte, „es wurde definitiv darüber geredet“.[6] Die Regisseure der beiden ersten Filme bestätigten, dass es einen dritten Crank-Film geben wird. Es ist nur kein konkretes Datum genannt worden.